# Rundodden
Rundodden (norwegisch für Runde Landspitze) ist eine Landspitze vor der Prinzessin-Ragnhild-Küste des ostantarktischen Königin-Maud-Lands. Sie liegt  östlich der Landspitze Kantodden und westlich der Riiser-Larsen-Halbinsel am Nordrand des Stanjukowitsch-Schelfeises.
Wissenschaftler des Norwegischen Polarinstituts benannten sie 2016 deskriptiv.